# Utrom
De Utroms zijn een fictief buitenaards ras in het Teenage Mutant Ninja Turtles universum.

## Beschrijving
Fysiek is een Utrom een licht en klein wezen, haarloos en met een roze, oranje, gele of rode kleur. Ze zien er ongeveer uit als een menselijk brein met twee ogen, een mond en kleine tentakels die zowel dienstdoen als armen en benen. Utroms lopen echter niet graag op hun tentakels en gebruiken liever een mechanische vorm van transport zoals een zwevend platform of een mensachtig exopak.
Utroms kunnen indien ze niet gewond raken eeuwen of mogelijk zelfs millennialang leven. Ze zijn zeer vredelievend (behalve Ch’rell) en bemoeien zich niet met andere levensvormen.

## Geschiedenis binnen het TMNT franchise
De Utroms spelen een prominente rol in de originele TMNT stripserie en de tweede animatieserie. Hoewel ze niet meededen in de eerste animatieserie, kwam in deze serie wel een wezen voor dat sterk op een Utrom leek: Krang.

### Strips
In de strips kwamen de Utroms per ongeluk op aarde terecht. Ze mengden zich onopvallend tussen de mensen door zogenaamde exopakken te maken die ze van binnenuit konden besturen. Ze werkten vanuit het bedrijf TCRI.
De Utroms waren verantwoordelijk voor het maken (en per ongeluk verliezen) van het mutageen dat de Turtles en Splinter maakte tot wat ze nu zijn.
De Utroms wisten contact te maken met hun thuiswereld, maar bleven nog een tijdje om de mensen te observeren. Uiteindelijk werden ze gedwongen de planeet te verlaten. In Volume 4 van de stripserie keerden ze echter terug om een basis op te zetten op Aarde, en openlijk contact te maken met mensen en andere buitenaardse culturen.

### Animatieserie
In de animatieserie stortte een Utrom schip 700 jaar geleden neer in Japan. Dit schip vervoerde Ch’rell, een gevaarlijke Utrom crimineel. Ch’rell ontsnapte en saboteerde het schip waardoor dit neerstortte. Het schip was onherstelbaar beschadigd, en in de verwarring kon Ch’rell ontkomen.
De Utroms besloten zich op Aarde schuil te houden tot de mensheid de technologie zou hebben ontwikkeld waarmee ze hun schip konden herstellen. Zowel Ch’rell als de andere Utroms deden zich middels exopakken voor als mensen. Ch’rell nam de identiteit van de Shredder aan en richtte de Foot Clan op. Ter bescherming namen de Utroms een aantal mensen in vertrouwen en trainden hen eveneens in de kunst ninjutsu. Deze mensen staan bij de Utroms bekend als “Guardians”. Hamato Yoshi, Splinters meester, was ook een Guardian.
In het heden werkten de Utroms in het geheim vanuit het bedrijf TCRI. Wat voor soort bedrijf TCRI precies is werd niet bekendgemaakt. Wel is bekend dat TCRI het mutageen had gemaakt wat de Turtles en Splinter (en later ook Leatherhead) muteerde tot hun antropomorfe vorm. In hun bedrijf werkten ze aan een teleportatiemachine die hen naar huis kon brengen. Met behulp van de Turtles slaagden ze hierin.
De Utroms hielpen de Turtles aan het einde van seizoen 3 om Shredder te verslaan. Ze evacueerden iedereen uit Shredders schip toen deze op het punt stond te ontploffen.

## Belangrijke Utroms

### Strip
- Dr. X: Een Utrom die alleen meedeed in volume 3 van de serie. Hij bleef achter op aarde toen de Utroms terugkeerden naar hun thuisplaneet, en werd goede vrienden met Leatherhead.
- Korobon: Korobon is een Utrom die zichzelf benoemde tot ambassadeur van de Aarde namens de Utrom Confederatie. Hij verscheen in volume 4 van de serie waar hij middels een tv-uitzending het bestaan van de Utroms bekendmaakte.
- Glurin: een jonge Utromwetenschapper gestationeerd in hun basis op Aarde. Toen April O'Neil werd geïnfecteerd met nanobots van Dr. Baxter Stockman, kwam hij met de oplossing. Hij gebruikte andere nanobots om ze uit te schakelen.
- Professor Obligado: Obligado was een briljante Utromwetenschapper wiens leven en dood werden getoond in de laatste pagina’s van de nieuwe “Tales of the TMNT” strip.

### Animatieserie
- Mortu: de kapitein van het Utromschip dat op Aarde neerstortte. Hij bleef de veldleider van de gestrande Utroms. Hij is het die de Turtles het vaakst tegenkomen. Zijn naam is "Utrom" achterstevoren gespeld
- Council of Three: deze drie naamloze Utroms zijn de hoogste leiders van de Utroms op aarde.
- Ch’rell: de enige kwaadaardige Utrom en tevens de meest meedogenloze crimineel van het universum. Hij staat op Aarde beter bekend als Oroku Saki, alias The Shredder.
- Krang: een van de hoofdschurken uit de eerste animatieserie maakte een cameo als een normale Utrom in de aflevering “Secret Origins, Part 3”.